# Go!Messenger
 (février 2013).
 (février 2013).
Go!Messenger était un logiciel de messagerie instantanée gratuit pour la PlayStation Portable.
Il a été développé conjointement par Sony Computer Entertainment et British Telecom.

## Description
Go!Messenger n'était disponible que pour les PSP européennes en firmware 3.90 (modèles PSP-1002, PSP-1003, PSP-1004, PSP-2002, PSP-2003 et PSP-2004) ainsi que pour les PSP japonaises (modèle PSP-2000) à partir du firmware 4.01.
Go!Messenger permettait :
- d'envoyer et de recevoir des messages d'autres utilisateurs de Go!Messenger ou de BT Softphone 2
- de faire de la visioconférence avec la Go!Cam
- d'envoyer et de recevoir des messages vidéos et audio

## Arrêt du service
Le 31 mars 2009, le service Go!Messenger a été supprimé par BT et Sony Computer Entertainment. L'icône présente dans le menu de la PSP a été enlevée lors de la mise à jour 5.50.